# Kristina Adolphson
Kristina Adolphson (Estocolmo, 2 de septiembre de 1937) es una actriz de cine, teatro y televisión sueca. Entre 1959 y 1996 participó en cinco series y en doce películas para televisión. Muy activa en el teatro, Kristina estudió entre 1955 y 1958 en la escuela de Teatro Real de Estocolmo. Debutó en el cine en 1956 en la película When the Mills are Running, registrando su última aparición en la gran pantalla en 1996 en la película Private Confessions.

## Filmografía seleccionada
- When the Mills are Running (1956)
- Brink of Life (1958)
- The Devil's Eye (1960)
- The Pleasure Garden (1961)
- Face to Face (1976)
- Marmalade Revolution (1980)
- Fanny and Alexander (1982)
- Private Confessions (1996)